# Die Unschuld vom Lande (Komödie)

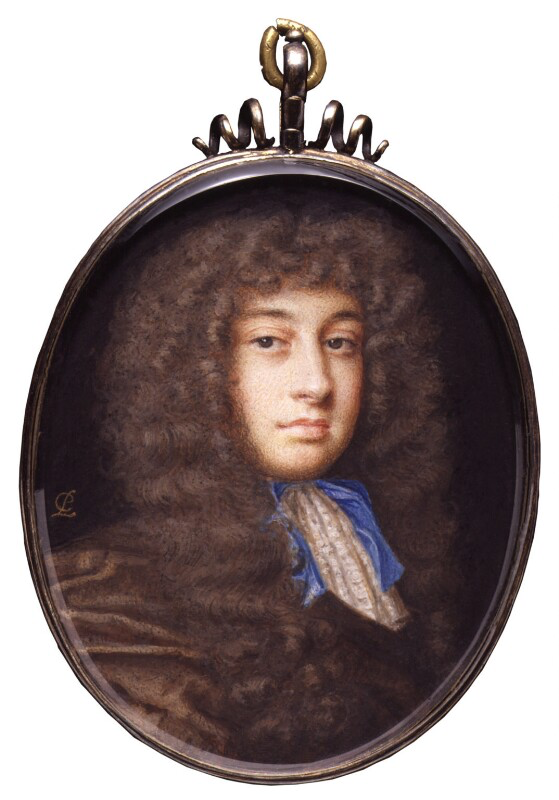
William Wycherley

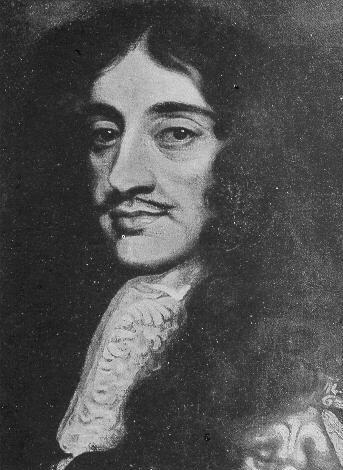
Charles II

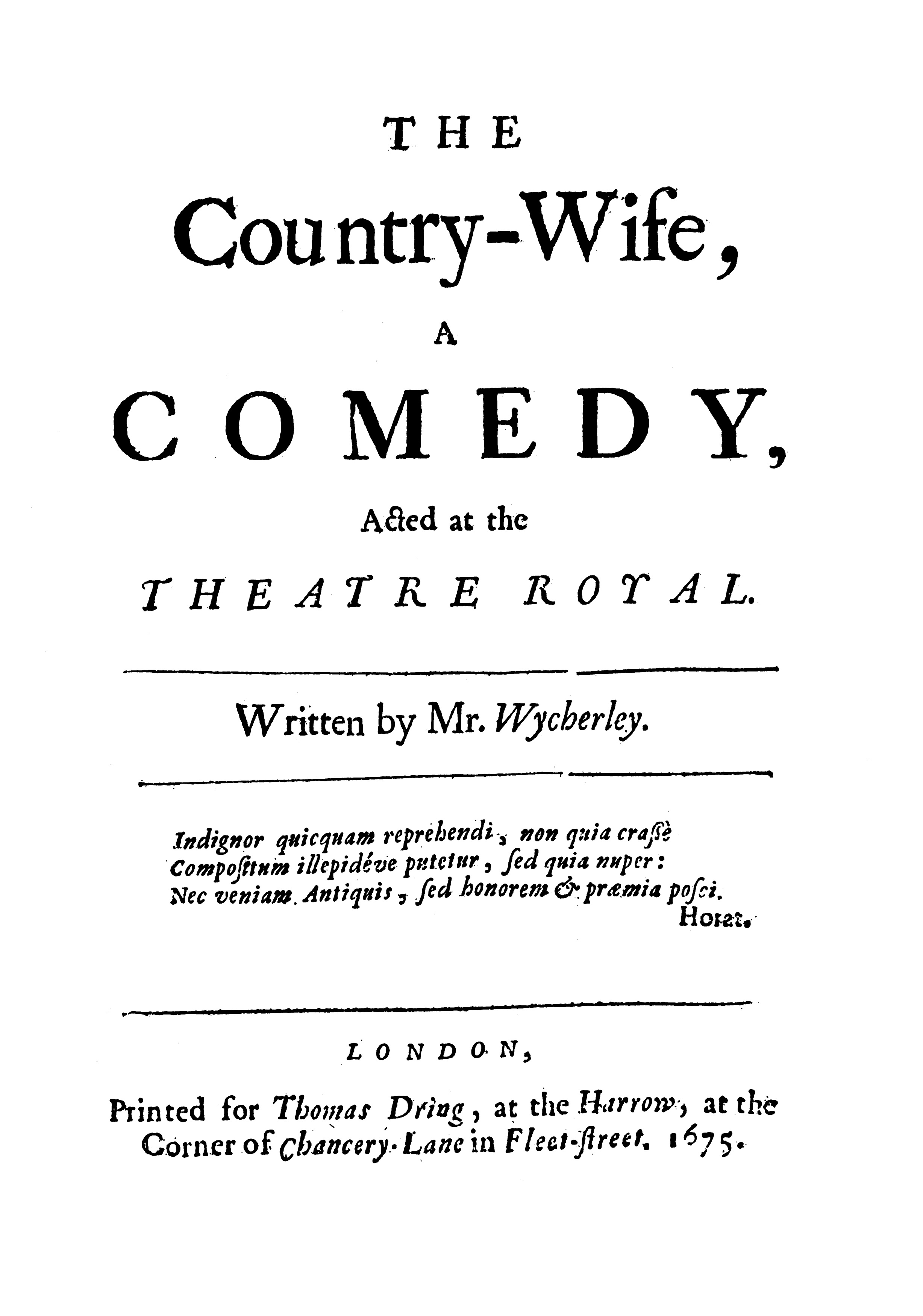
The Country Wife, erste Ausgabe

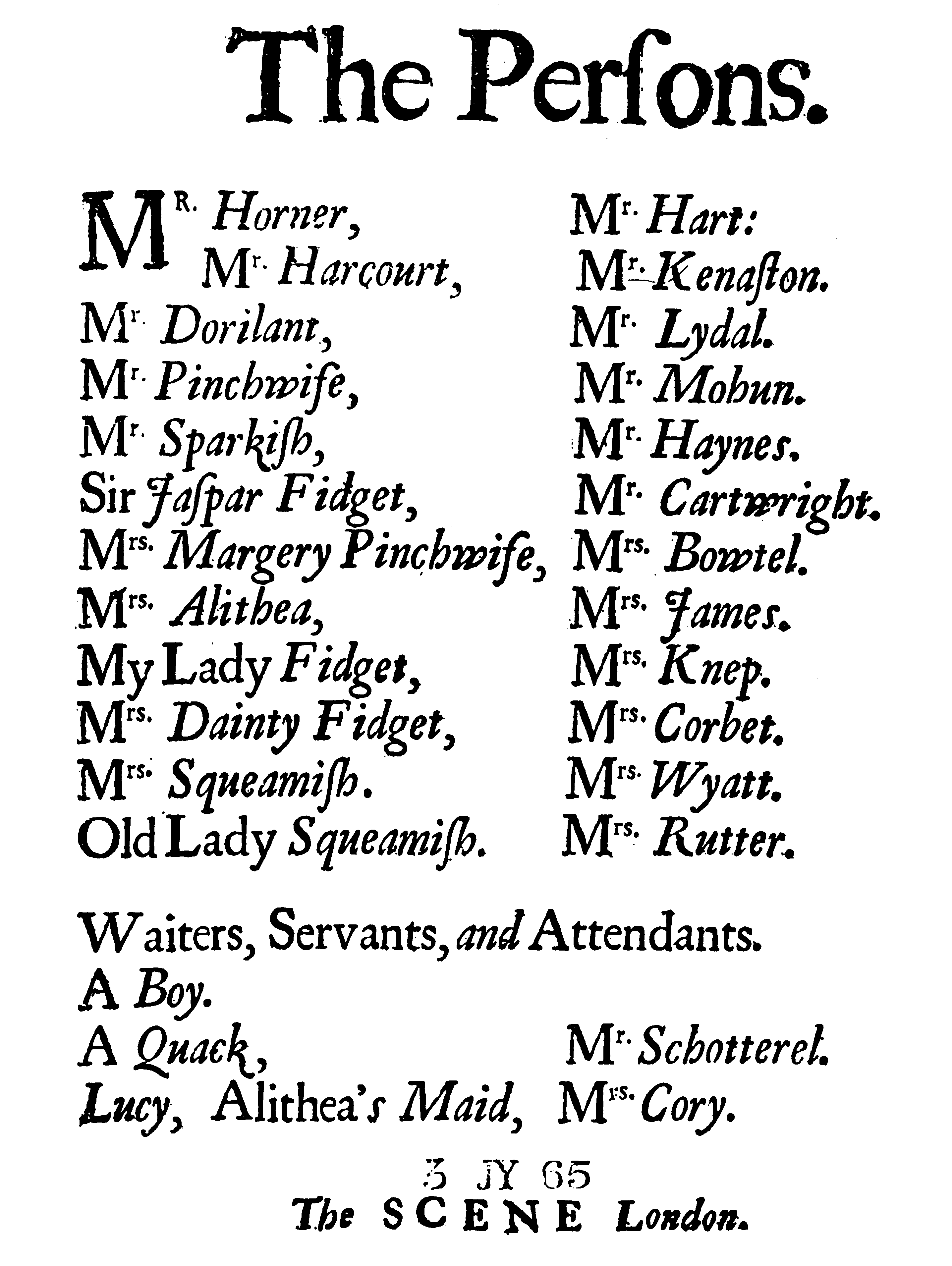
Originalbesetzung

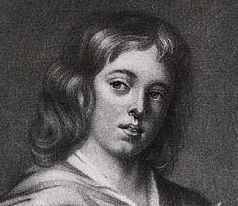
Edward Kynaston als Harcourt

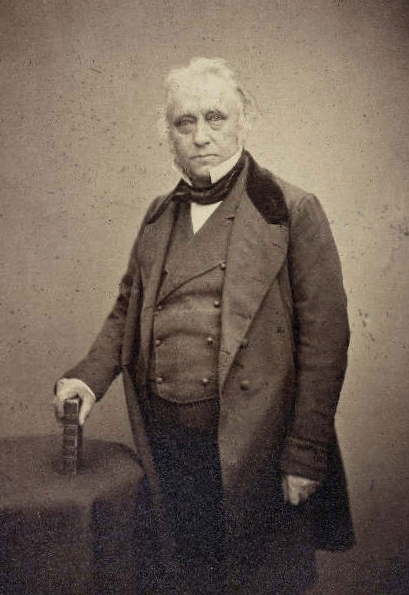
Thomas Macaulay

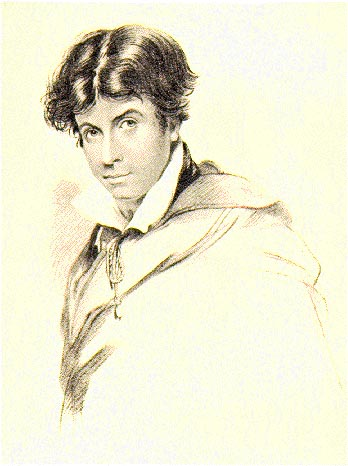
Leigh Hunt

Die Unschuld vom Lande (Originaltitel: The Country Wife) ist eine englische Restaurationskomödie von William Wycherley aus dem Jahr 1675, die bereits in der Entstehungszeit als durchaus ausgesprochen erotisch galt.

## Handlung
Der notorische Lebemann Horner hat durch seinen Leibarzt das Gerücht verbreiten lassen, er sei aus Frankreich nach einer Syphilisoperation impotent zurückgekehrt. Zu Recht hofft er, dass ihm nun selbst die eifersüchtigsten Ehemänner ohne jeglichen Argwohn die Gesellschaft ihrer Frauen anbieten werden. Sir Jasper Fidget tappt als Erster in die Falle. Doch seine Frau, Lady Fidget, und seine Schwester, Mrs Dainty, sind zunächst von Horner abgestoßen. Die Freunde Harcourt und Dorilant berichten von dem Klatsch über Horners Unglück, halten aber zu ihm. Hingegen spottet der eitle Geck Sparkish, der sich für besonders geistreich hält, unablässig über ihn. Ein weiterer Besucher ist Pinchwife, der sich in reiferem Alter nach bewegter Jugend aufs Land zurückgezogen und dort eine junge Frau geheiratet hat. Beide sind zur bevorstehenden Hochzeit Sparkishs mit Pinchwifes Schwester Alithea nach London gekommen. Pinchwife kennt Horners Hang zu amourösen Abenteuern und hat noch nichts von dem Gerücht seiner Impotenz gehört; er ist deshalb äußerst beunruhigt, als er erfährt, dass Horner ihn und seine Frau am Vortag im Theater gesehen hat und sie sehr attraktiv findet.
Pinchwife will seine Frau vor der Männerwelt Londons verbergen. Unbedacht erwähnt er ihren Verehrer, was sie mit naiver Begeisterung aufnimmt. Sparkish möchte mit seiner Verlobten prahlen und ermuntert Harcourt, sie in einem privaten Gespräch näher kennenzulernen. Harcourt verliebt sich augenblicklich in Alithea, doch Sparkish bleibt unbekümmert. Erst als Alithea ihm erzählt, Harcourt habe an seinen geistigen Fähigkeiten gezweifelt, verliert er die Fassung.
Lady Fidget, Mrs Dainty und Mrs Squeamish sind auf dem Weg zum Theater und bieten vergeblich an, Mrs Pinchwife mitzunehmen. Sie kommentieren die enttäuschende Männerwelt: Bei Liebesaffären, sagen sie, gehe das Standesbewusstsein zunehmend verloren, sodass sich selbst Frauen von Rang mit Liebhabern aus den niederen Schichten begnügen müssten.
Der stets beschäftigte Sir Jasper drängt noch einmal Horner, sich seiner Frau anzunehmen. Als Lady Fidget von Horner die Wahrheit über seinen Zustand erfährt, stimmt sie erfreut dem Plan ihres Mannes zu.
Mrs Pinchwife brennt darauf, vor ihrer Rückkehr aufs Land mehr von London zu sehen. Zur Tarnung steckt Pinchwife sie in einen Männeranzug. Inzwischen hadern Harcourt und Dorilant mit Horner, weil dieser statt sich mit ihnen zu vergnügen nun so viel Zeit mit "gesitteten" Frauen verbringt. Dennoch bittet Harcourt Horner um Rat bezüglich Alitheas, die er Sparkish ausspannen möchte. Als Pinchwife in Begleitung seiner Frau und seiner Schwester erscheint, versteckt sich Sparkish vor seiner Verlobten, da er auf dem Weg zur königlichen Audienz ist und nicht aufgehalten werden möchte. Gleichwohl erfüllt er den Wunsch Harcourts nach Versöhnung zwischen Alithea und ihm. Alithea fühlt sich von Harcourt bedrängt und will ihn nicht wiedersehen.
Horner, Harcourt und Dorilant treffen Mrs Pinchwife und geben vor, sie wegen ihrer Männerkleidung nicht zu erkennen. Pinchwife versucht verzweifelt, mit ihr zu entkommen, zumal die drei Wüstlinge seine Frau zu küssen beginnen. Als er sich kurz entfernt, entführt Horner Mrs Pinchwife in eine Seitengasse. Beladen mit Orangen und anderen Geschenken, kommt sie zu ihrem Mann zurück, der mit ihr nach Hause eilt. Sir Jasper erscheint und bittet Horner wiederum, seiner Frau Gesellschaft zu leisten.
Lucy kleidet Alithea für die Hochzeit und benutzt diese letzte Gelegenheit, sie von ihrem Vorhaben abzubringen. Aber Alithea steht zu ihrem Wort und hofft, Sparkish später lieben zu können. Als ihr Verlobter mit dem als Pfarrer verkleideten Harcourt auftaucht, durchschauen beide Frauen das Spiel sofort. Sparkish indes ist überzeugt, der Geistliche sei Harcourts Bruder und werde sie ordnungsgemäß vermählen.
Pinchwife lässt sich von seiner Frau zum wiederholten Male erzählen, was zwischen ihr und Horner vorgefallen ist. Dann zwingt er sie, Horner einen verletzenden Brief zu schreiben, den sie aber gegen einen Liebesbrief austauscht.
Lady Fidget kommt zum Stelldichein zu Horner. Als ihr Mann unvermittelt erscheint, gibt sie als Grund ihres Besuchs Horners Porzellansammlung an. Vor Sir Jaspers' Augen verschwinden beide Liebenden im Schlafzimmer. Auch Mrs Squeamish will Horners 'Porzellan' näher kennenlernen. Er verspricht ihr, sie ein anderes Mal zu bedenken. Da trifft Pinchwife mit dem Brief seiner Frau ein. Im Glauben, es handele sich um die von ihm diktierte Schmähung, trumpft er Horner gegenüber auf. Doch dieser ist sich seiner neuen Geliebten sicher.
Während seiner Abwesenheit schreibt Mrs Pinchwife einen weiteren Brief an Horner; ihr Mann aber überrascht sie dabei. In ihrer Not unterschreibt sie mit Alitheas Namen und gibt vor, sie habe den Brief in deren Auftrag verfasst. Pinchwife glaubt an eine Affäre zwischen seiner Schwester und Horner und will diesen zwingen, Alithea zu heiraten. Auf Lucys Rat hin verkleidet sich Mrs Pinchwife als Alithea, und prompt wird sie von ihrem Mann Horner zugeführt.
Dessen Vergnügen mit der Unschuld vom Lande ist jedoch von kurzer Dauer, denn Sir Jasper kündigt das Kommen seiner Frau und ihrer Freundinnen an. Inzwischen hat Pinchwife den Brief auch Sparkish gezeigt, der daraufhin seine Verlobung mit Alithea löst und gesteht, er habe sie nie geliebt.
Lady Fidget, Mrs Dainty und Mrs Squeamish kommen maskiert zu Horner. Als der Wein ihre Zunge löst, spotten sie über den äußeren Schein tugendhaften Benehmens und bekennen, dass ihnen der Sinn nach wilden Männern steht. Alle drei, so stellt sich heraus, sind Horners Geliebte. Pinchwife bringt Alithea und Sparkish zu Horner, damit dieser ihm bestätige, er habe Alithea zu ihm gebracht. Um Mrs Pinchwife nicht zu kompromittieren, bejaht er dies. Harcourt ist trotz Alitheas Rufschädigung bereit, ihr zu glauben und sie zur Frau zu nehmen. Allmählich findet sich die gesamte Gesellschaft bei Horner ein. Mrs Pinchwife hofft, sie könne sich von ihrem Mann trennen und Horner heiraten. Beinahe gelingt es ihr, das gesamte Lügengespinst um Treue und Ehre zu zerstören. Doch am Ende kehrt sie mit ihrem Mann aufs Land zurück.